# Clathrina cerebrum
Clathrina cerebrum är en svampdjursart som först beskrevs av Ernst Haeckel 1870.  Clathrina cerebrum ingår i släktet Clathrina och familjen Clathrinidae. Inga underarter finns listade i Catalogue of Life.